# Sasaki Madoka
Sasaki Madoka (japanisch 佐々 木望; geboren am 10. Oktober 1883 in Hiroshima, Japan; gestorben am 15. November 1927 in Budapest, Ungarn) war ein japanischer Malakologe und Hochschullehrer.

## Leben
Madoka Sasaki studierte bis zum Juli 1909 an der Fakultät für Naturwissenschaften der Kaiserlichen Universität Tokio Zoologie. Im August 1909 wurde er zum Dozenten an der Fakultät für Agrarwirtschaft und Fischerei der Kaiserlichen Universität Tōhoku ernannt. Nach einem Jahr, im August 1910, wurde er zum Professor befördert. Aus seiner Fakultät ging am 1. April 1918 die Kaiserliche Universität Hokkaidō hervor, an der Sasaki weiter als Professor forschte und lehrte. Im September 1919 promovierte er zum Doktor der Naturwissenschaften.
Anfang 1927 wurde Sasaki zu einem dreijährigen Studienaufenthalt nach Großbritannien geschickt, er verließ Japan im März dieses Jahres. Am 15. November 1927 erlag er in Budapest einer Krankheit.
Madoka Sasaki war mit Nobuki Sasaki (佐々木 延喜 Sasaki Nobuki) verheiratet, das Paar hatte einen Sohn und drei Töchter.

## Erstbeschreibungen (Auswahl)
- Abralia multihamata (Sasaki, 1929)
- Amphioctopus ovulum (Sasaki, 1917)
- Austrorossia bipapillata (Sasaki, 1920)
- Bathypolypus validus (Sasaki, 1920)
- Benthoctopus abruptus (Sasaki, 1920)
- Callistoctopus luteus (Sasaki, 1929)
- Callistoctopus minor (Sasaki, 1920)
- Eledonella iijimai (Sasaki, 1929)
- Eucleoteuthis luminosa (Sasaki, 1915)
- Euprymna berryi (Sasaki, 1929)
- Gonatopsis (Sasaki, 1920)
- Gonatopsis borealis (Sasaki, 1923)
- Gonatopsis octopedatus (Sasaki, 1920)
- Loliolus beka (Sasaki, 1929)
- Octopus alatus (Sasaki, 1920)
- Octopus fujitai (Sasaki, 1929)
- Octopus hattai (Sasaki, 1929)
- Octopus minor (Sasaki, 1920)
- Octopus oshimai (Sasaki, 1929)
- Octopus parvus Sasaki, 1917
- Octopus tenuicirrus (Sasaki, 1929)
- Octopus tenuipulvinus (Sasaki, 1920)
- Octopus tsugarensis (Sasaki, 1920)
- Ornithoteuthis volatilis (Sasaki, 1915)
- Paroctopus conispadiceus (Sasaki, 1917)
- Paroctopus longispadiceus (Sasaki, 1917)
- Paroctopus ochotensis (Sasaki, 1920)
- Paroctopus spinosus (Sasaki, 1920)
- Paroctopus yendoi (Sasaki, 1917)
- Rossia mollicella Sasaki, 1920
- Sasakiopus salebrosus (Sasaki, 1920)
- Sepia carinata Sasaki, 1920
- Sepia erostrata Sasaki, 1929
- Sepia longipes Sasaki, 1913
- Sepia pardex Sasaki, 1913
- Sepia tenuipes Sasaki, 1929
- Sepiella japonica Sasaki, 1929
- Sepiola birostrata Sasaki, 1918
- Sepiola parva Sasaki, 1914
- Teuthowenia elongatus Sasaki, 1929

## Veröffentlichungen
- Madoka Sasaki: Report on cephalopods collected during 1906 by the United States Bureau of Fisheries steamer Albatross in the northwestern Pacific. In: Proceedings of the United States National Museum. Band 57, Nr. 2310, 1920, S. 163–203, Tafeln 23–26, doi:10.5479/si.00963801.57-2310.163 (si.edu [PDF; 3,5 MB]).
- Madoka Sasaki: On a Japanese Salamander, in Lake Kuttarush, which Propagates like the Axolotl. Hokkaido University, Sapporo 1924 (hokudai.ac.jp [PDF; 3,4 MB]).
- Madoka Sasaki: A Monograph of the Dibranchiate Cephalopods of the Japanese and Adjacent Waters. In: Journal of the Faculty of Agriculture, Hokkaido Imperial University. Band 20, Supplement, 1929, S. 1–357 (hokudai.ac.jp).

## Dedikationsnamen
Die nachfolgenden Taxa ehren Madoka Sasaki, dies geht aus entsprechenden Angaben in den Erstbeschreibungen hervor. Andere Taxa mit dem Artzusatz sasakii können unter anderem den japanischen Entomologen Chūjirō Sasaki (1857–1938) oder den Ichthyologen Daichi Sasaki ehren.
- Sepia madokai Adam, 1939[2]
- Octopus sasakii Taki, 1942 (species inquirenda)
- Gonatus madokai Kubodera & Okutani, 1977[3]
- Sasakiopus Jorgensen, Strugnell & Allcock, 2010[4]